# Géronsart (Couvin)
Géronsart is een gehucht van Frasnes, zelf deelgemeente van Couvin in de Waalse provincie Namen, België. Een andere deelgemeente, Boussu-en-Fagne, omvat een Géronsarts (met 's'). De voormalige abdij van Géronsart bevindt zich evenwel in de gemeente Jambes van dezelfde provincie.

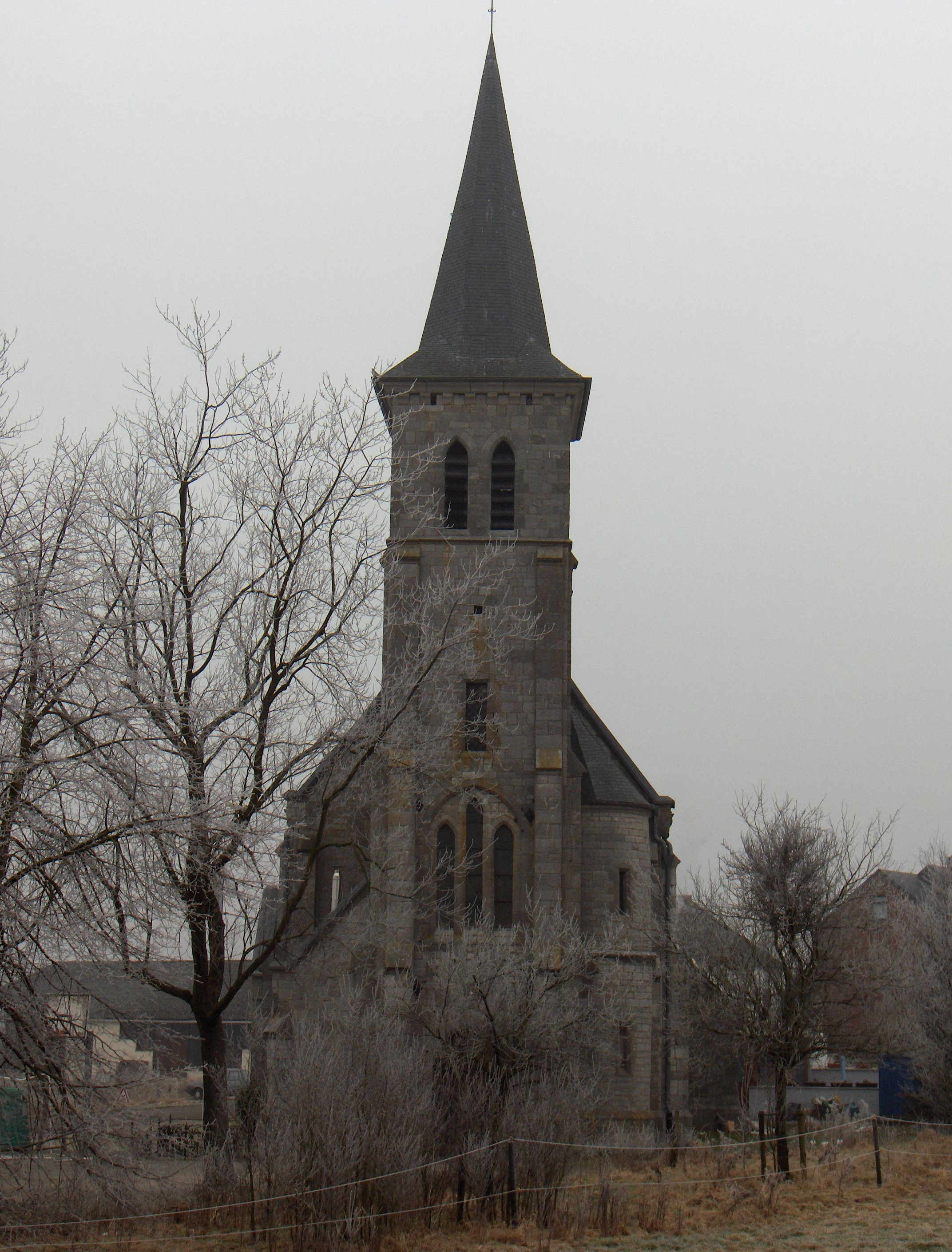
Kerk van Géronsart